# Kam (anatomi)
För andra betydelser ser kam (olika betydelser)

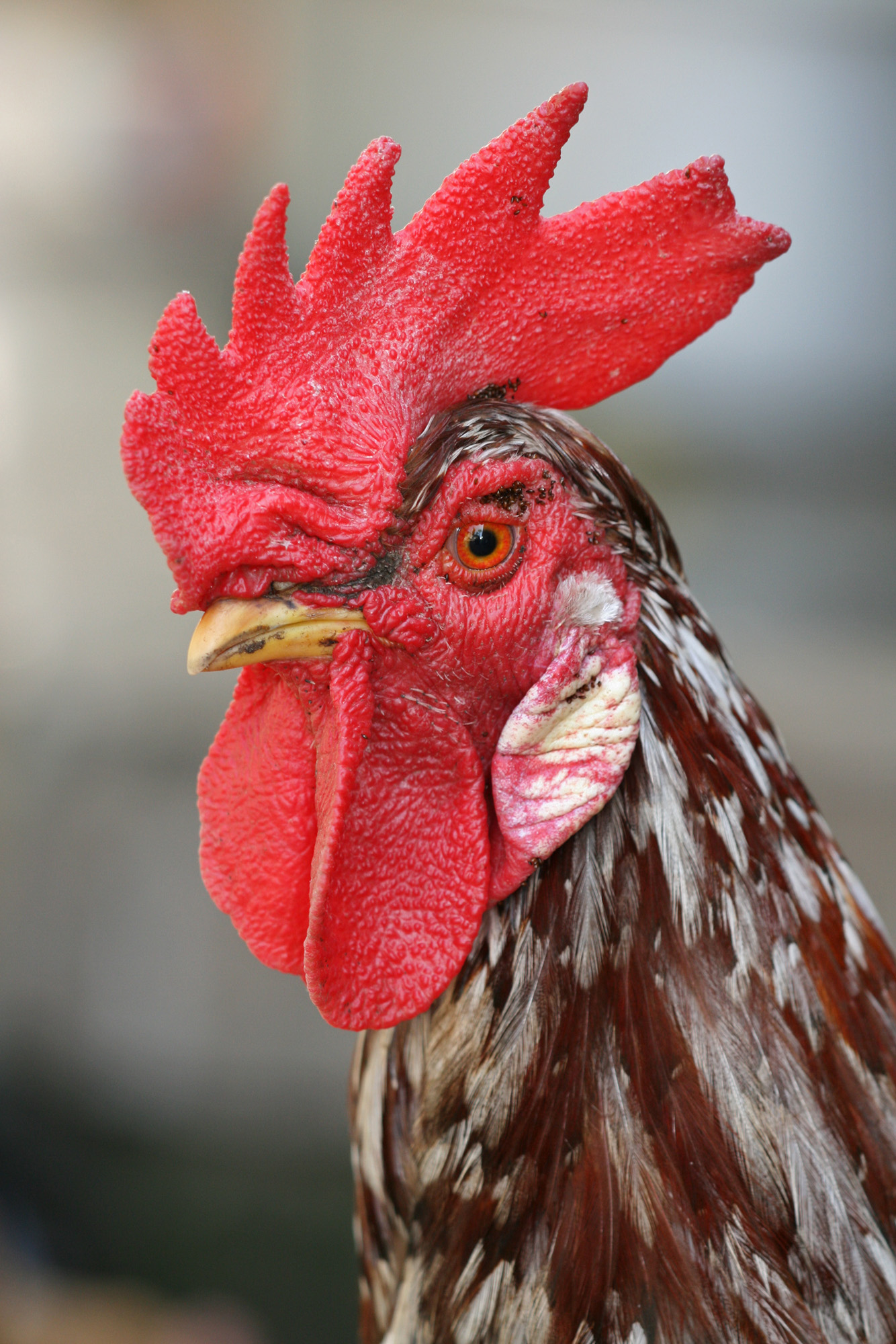
En tupp med stor röd kam.

Anatomiskt är en kam en köttig utväxt eller tofs på hjässan hos hönsfåglar, exempelvis hos kalkoner (Meleagris), fasaner (Phasianinae) och djungelhöns (Gallus), inklusive tamhöns. Vissa hönsfåglar, som riporna, har två mindre kammar som uppsvällda ögonbryn. Det alternativa namnet "tuppkam", används främst för tamhöns, och härrör ifrån att kammen oftast är större hos tuppen än hos hönan. Hos tamhöns är kammen rödaktig men hos andra arter kan den variera från ljus grå till djupblå eller röd. Tuppkam används inom vissa former av kokkonst. Från tuppkam utvinns även hyaluronsyra som används i medicinska preparat och i skönhetsprodukter.    